# Mario Fontanella
Mario Fontanella (Napoli, 28 giugno 1989) è un calciatore italiano, attaccante dello Żabbar St. Patrick.

## Caratteristiche tecniche
In grado di svariare su tutto il fronte offensivo, trova la sua collocazione ideale nel ruolo di seconda punta.

## Carriera
Muove i suoi primi passi nelle giovanili del Napoli. Dopo aver trascorso diversi anni in Serie D, nel 2015 si trasferisce a Malta al Floriana, laureandosi capocannoniere del campionato, segnando 20 reti in 31 presenze. Il 29 giugno 2017 esordisce nelle competizioni europee contro la Stella Rossa, incontro preliminare valido per l'accesso alla fase finale di Europa League. Il 13 dicembre 2017 una sua rete consente al Floriana di vincere la Supercoppa per 1-0 ai danni dell'Hibernians.
Il 13 maggio 2018 passa a parametro zero al Valletta, firmando un contratto valido per tre stagioni.

## Statistiche

### Presenze e reti nei club
Statistiche aggiornate al 6 maggio 2022.
| Stagione        | Squadra         | Campionato      | Campionato | Campionato | Coppe nazionali | Coppe nazionali | Coppe nazionali | Coppe continentali | Coppe continentali | Coppe continentali | Altre coppe | Altre coppe | Altre coppe | Totale | Totale |
| Stagione        | Squadra         | Comp            | Pres       | Reti       | Comp            | Pres            | Reti            | Comp               | Pres               | Reti               | Comp        | Pres        | Reti        | Pres   | Reti   |
| --------------- | --------------- | --------------- | ---------- | ---------- | --------------- | --------------- | --------------- | ------------------ | ------------------ | ------------------ | ----------- | ----------- | ----------- | ------ | ------ |
| 2008-gen. 2009  | Barletta        | C               | 5          | 0          | CI+CI-LP        | 1+3             | 0               | -                  | -                  | -                  | -           | -           | -           | 9      | 0      |
| gen.-giu. 2009  | Viribus Unitis  | D               | 14         | 4          | CI-D            | -               | -               | -                  | -                  | -                  | -           | -           | -           | 14     | 4      |
| 2009-2010       | Neapolis        | D               | 32+3       | 16+2       | CI-D            | 0               | 0               | -                  | -                  | -                  | -           | -           | -           | 35     | 18     |
| 2010-2011       | Neapolis        | C               | 15+1       | 0          | CI-LP           | 0               | 0               | -                  | -                  | -                  | -           | -           | -           | 16     | 0      |
| Totale Neapolis | Totale Neapolis | Totale Neapolis | 47+4       | 16+2       |                 | 0               | 0               |                    | -                  | -                  |             | -           | -           | 51     | 18     |
| 2011-2012       | Noto            | D               | 31         | 16         | CI-D            | 1               | 0               | -                  | -                  | -                  | -           | -           | -           | 32     | 16     |
| 2012-gen. 2013  | Noto            | D               | 15         | 3          | CI-D            | 0               | 0               | -                  | -                  | -                  | -           | -           | -           | 15     | 3      |
| Totale Noto     | Totale Noto     | Totale Noto     | 46         | 19         |                 | 1               | 0               |                    | -                  | -                  |             | -           | -           | 47     | 19     |
| gen.-giu. 2013  | Sarnese         | D               | 12         | 2          | CI-D            | -               | -               | -                  | -                  | -                  | -           | -           | -           | 12     | 2      |
| 2013-2014       | Bastia          | D               | 30         | 12         | CI-D            | 3               | 1               | -                  | -                  | -                  | -           | -           | -           | 33     | 13     |
| 2014-2015       | Budoni          | D               | 30+2       | 25+1       | CI-D            | 3               | 1               | -                  | -                  | -                  | -           | -           | -           | 35     | 27     |
| 2015-2016       | Floriana        | PL              | 31         | 20         | CM              | 2               | 0               | -                  | -                  | -                  | -           | -           | -           | 33     | 20     |
| 2016-2017       | Floriana        | PL              | 29         | 14         | CM              | 5               | 4               | -                  | -                  | -                  | -           | -           | -           | 34     | 18     |
| 2017-2018       | Floriana        | PL              | 26         | 17         | CM              | 1               | 1               | UEL                | 2                  | 0                  | SM          | 1           | 1           | 30     | 19     |
| Totale Floriana | Totale Floriana | Totale Floriana | 86         | 51         |                 | 8               | 5               |                    | 2                  | 0                  |             | 1           | 1           | 97     | 57     |
| 2018-2019       | Valletta        | PL              | 26+1       | 17+1       | CM              | 5               | 3               | UCL+UEL            | 2+2                | 0+1                | SM          | 1           | 1           | 37     | 23     |
| 2019-2020       | Valletta        | PL              | 20         | 13         | CM              | 2               | 0               | UCL+UEL            | 4+2                | 2+1                | SM          | 1           | 1           | 29     | 17     |
| 2020-2021       | Valletta        | PL              | 18         | 4          | CM              | 2               | 1               | UEL                | 1                  | 0                  | -           | -           | -           | 21     | 5      |
| 2021-2022       | Valletta        | PL              | 21+5       | 8+4        | CM              | 4               | 1               | -                  | -                  | -                  | -           | -           | -           | 31     | 13     |
| Totale Valletta | Totale Valletta | Totale Valletta | 85+6       | 42+5       |                 | 13              | 5               |                    | 11                 | 4                  |             | 2           | 2           | 117    | 58     |
| 2022-2023       | Al-Muharraq     | PL              | 5+         | 6          | CB              | ?               | ?               | CCac               | ?                  | ?                  | -           | -           | -           | 5+     | 6+     |
| 2023-2024       | Al-Yarmouk      | D1              | ?          | ?          | CK              | ?               | ?               | FCUP               | ?                  | ?                  | -           | -           | -           | ?      | ?      |
| Totale carriera | Totale carriera | Totale carriera | 372+       | 185+       |                 | 32+             | 12+             |                    | 13+                | 4+                 |             | 3           | 3           | 420+   | 204+   |

## Palmarès

### Club

#### Competizioni nazionali
- Serie D: 1

Neapolis: 2009-2010 (Girone H)
- Coppa di Malta: 1

Floriana: 2016-2017
- Supercoppa di Malta: 3

Floriana: 2017
Valletta: 2018, 2019
- Campionato maltese: 1

Valletta: 2018-2019
- Kuwaiti Division One: 1

Al-Yarmouk: 2023-2024

### Individuale
- Capocannoniere della Serie D: 1

2014-2015 (Girone G, 25 reti)
- Capocannoniere della Premier League Malti: 1

2015-2016 (20 reti)
- Capocannoniere della Kuwaiti Division One: 1

2023-2024 (13 reti)